# Llista de topònims de Campdevànol
Llista de topònims (noms propis de lloc) del municipi de Campdevànol, al Ripollès
Informació actualitzada per un bot. Els canvis manuals es perdran quan s'actualitzi!

## carrer
| imatge | Nom               | Ubicat a    | instància de | Detalls | coordenades                                        | Protecció | Commons (més fotos)        | Dades a WD                    |
| ------ | ----------------- | ----------- | ------------ | ------- | -------------------------------------------------- | --------- | -------------------------- | ----------------------------- |
|        | Carrer Major      | Campdevànol | carrer       |         | 42° 13′ 27″ N, 2° 10′ 08″ E / 42.22415°N,2.16882°E |           | Carrer Major (Campdevànol) | Modifica les dades a Wikidata |
|        | Carrer Vistalegre | Campdevànol | carrer       |         | 42° 13′ 30″ N, 2° 09′ 46″ E / 42.22493°N,2.16278°E |           |                            | Modifica les dades a Wikidata |

## casa
| imatge | Nom                                        | Ubicat a    | instància de | Detalls                        | coordenades                                                             | Protecció                                  | Commons (més fotos)                       | Dades a WD                    |
| ------ | ------------------------------------------ | ----------- | ------------ | ------------------------------ | ----------------------------------------------------------------------- | ------------------------------------------ | ----------------------------------------- | ----------------------------- |
|        | Casa a l'avinguda Pau Casals, 14           | Campdevànol | casa         | Estil: arquitectura modernista | 42° 13′ 24″ N, 2° 10′ 00″ E / 42.22321°N,2.1668°E                       | bé integrant del patrimoni cultural català | Casa al carrer Pau Casals (Campdevànol)   | Modifica les dades a Wikidata |
|        | Cases del Raval                            | Campdevànol | casa         | Estil: arquitectura popular    | 42° 13′ 30″ N, 2° 10′ 14″ E / 42.22501°N,2.17068°E                      | bé integrant del patrimoni cultural català | Cases del Raval (Campdevànol)             | Modifica les dades a Wikidata |
|        | Xalet Fossas                               | Campdevànol | casa         | Estil: arquitectura modernista | 42° 13′ 21″ N, 2° 09′ 58″ E / 42.22262°N,2.16614°E ca:Carrer Pau Casals | bé cultural d'interès local                | Xalet Fossas                              | Modifica les dades a Wikidata |
|        | casa a la plaça de la Dansa i carrer Major | Campdevànol | casa         | Estil: arquitectura eclèctica  | 42° 13′ 26″ N, 2° 10′ 11″ E / 42.22398°N,2.16984°E                      | bé cultural d'interès local                | Casa a la plaça de la Dansa (Campdevànol) | Modifica les dades a Wikidata |
|        | casa al carrer Major, 1                    | Campdevànol | casa         | Estil: arquitectura popular    | 42° 13′ 27″ N, 2° 10′ 13″ E / 42.22418°N,2.17015°E                      | bé integrant del patrimoni cultural català | Casa al carrer Major, 1 (Campdevànol)     | Modifica les dades a Wikidata |
|        | casa al carrer Major, 16                   | Campdevànol | casa         | Estil: arquitectura popular    | 42° 13′ 27″ N, 2° 10′ 08″ E / 42.22415°N,2.16882°E                      | bé integrant del patrimoni cultural català | Casa al carrer Major, 16 (Campdevànol)    | Modifica les dades a Wikidata |
|        | casa al carrer Vistalegre, 13              | Campdevànol | casa         | Estil: arquitectura popular    | 42° 13′ 29″ N, 2° 09′ 46″ E / 42.22463°N,2.16274°E                      | bé integrant del patrimoni cultural català |                                           | Modifica les dades a Wikidata |
|        | casa al carrer Vistalegre, 16              | Campdevànol | casa         | Estil: arquitectura popular    | 42° 13′ 30″ N, 2° 09′ 46″ E / 42.22493°N,2.16278°E                      | bé integrant del patrimoni cultural català |                                           | Modifica les dades a Wikidata |

## curs d'aigua
| imatge | Nom       | Ubicat a            | instància de | Detalls                    | coordenades | Protecció | Commons (més fotos) | Dades a WD                    |
| ------ | --------- | ------------------- | ------------ | -------------------------- | --- | --------- | ------------------- | ----------------------------- |
|        | el Freser | Ripollès            | curs d'aigua | Desemboca: Ter Llarg: 32km | 42° 24′ 05″ N, 2° 13′ 47″ E / 42.401256°N,2.229642°E 42° 12′ 14″ N, 2° 10′ 39″ E / 42.20379°N,2.1774°E 702 msnm |           | Freser River        | Modifica les dades a Wikidata |
|        | el Merdàs | Gombrèn Campdevànol | curs d'aigua | Desemboca: Ter             | 42° 14′ 42″ N, 2° 02′ 31″ E / 42.2449°N,2.04203°E 42° 13′ 28″ N, 2° 09′ 14″ E / 42.22445°N,2.15384°E            |           |                     | Modifica les dades a Wikidata |

## edifici
| imatge | Nom                        | Ubicat a    | instància de | Detalls                                                                     | coordenades                                                                | Protecció                                  | Commons (més fotos)              | Dades a WD                    |
| ------ | -------------------------- | ----------- | ------------ | --------------------------------------------------------------------------- | -------------------------------------------------------------------------- | ------------------------------------------ | -------------------------------- | ----------------------------- |
|        | Antic Molí de Campdevànol  | Campdevànol | edifici      | Estil: arquitectura popular                                                 | 42° 13′ 26″ N, 2° 10′ 09″ E / 42.22377°N,2.16929°E                         | bé cultural d'interès local                | Molí carrer Aurora, Campdevànol  | Modifica les dades a Wikidata |
|        | Cooperativa de Campdevànol | Campdevànol | edifici      | Estil: historicisme arquitectònic                                           | 42° 13′ 23″ N, 2° 10′ 08″ E / 42.22316°N,2.16878°E                         | bé integrant del patrimoni cultural català | Cooperativa de Campdevànol       | Modifica les dades a Wikidata |
|        | Escorxador                 | Campdevànol | edifici      | Estil: arquitectura popular                                                 | 42° 13′ 17″ N, 2° 10′ 10″ E / 42.2213°N,2.16938°E                          | bé integrant del patrimoni cultural català |                                  | Modifica les dades a Wikidata |
|        | Hospital Municipal         | Campdevànol | edifici      | Arquitecte: Joan Rubió i Bellver Estil: arquitectura modernista noucentisme | 42° 13′ 22″ N, 2° 10′ 00″ E / 42.22269°N,2.16675°E ca:Carretera de Gombrèn | bé cultural d'interès local                | Hospital Municipal (Campdevànol) | Modifica les dades a Wikidata |

## entitat singular de població
| imatge | Nom                         | Ubicat a    | instància de                                                                   | Detalls                           | coordenades                                                                   | Protecció                                  | Commons (més fotos)       | Dades a WD                    |
| ------ | --------------------------- | ----------- | ------------------------------------------------------------------------------ | --------------------------------- | ----------------------------------------------------------------------------- | ------------------------------------------ | ------------------------- | ----------------------------- |
|        | Campdevànol                 | Campdevànol | entitat singular de població ens local històric de Catalunya capital municipal | 2988 hab                          | 42° 13′ 28″ N, 2° 10′ 07″ E / 42.22445°N,2.1686°E 732 msnm                    |                                            |                           | Modifica les dades a Wikidata |
|        | Sant Cristòfol              | Campdevànol | entitat singular de població                                                   | 5 hab                             | 42° 13′ 29″ N, 2° 09′ 11″ E / 42.2248489°N,2.15292453°E 740 msnm              |                                            |                           | Modifica les dades a Wikidata |
|        | Sant Llorenç de Campdevànol | Campdevànol | entitat singular de població ens local històric de Catalunya                   | 63 hab                            | 42° 13′ 53″ N, 2° 07′ 34″ E / 42.23125402°N,2.126006374°E 778 msnm            |                                            |                           | Modifica les dades a Wikidata |
|        | Sant Martí d'Armàncies      | Campdevànol | entitat singular de població ens local històric de Catalunya                   | 80 hab                            | 42° 14′ 22″ N, 2° 10′ 01″ E / 42.23951502°N,2.16705469°E 761 msnm             |                                            | Sant Martí d’Armàncies    | Modifica les dades a Wikidata |
|        | Sant Pere d'Aüira           | Campdevànol | entitat singular de població ens local històric de Catalunya                   | 9 hab                             | 42° 14′ 50″ N, 2° 08′ 26″ E / 42.2473585650561°N,2.14065829967816°E 1026 msnm |                                            | Sant Pere d'Aüira         | Modifica les dades a Wikidata |
|        | Sant Quintí de Puig-rodon   | Campdevànol | entitat singular de població ens local històric de Catalunya                   | 12 hab                            | 42° 13′ 51″ N, 2° 06′ 08″ E / 42.230852222166°N,2.1021034679372°E 1087 msnm   |                                            | Sant Quintí de Puig-rodon | Modifica les dades a Wikidata |
|        | l'Herand                    | Campdevànol | entitat singular de població                                                   | Estil: arquitectura popular 0 hab | 42° 14′ 48″ N, 2° 09′ 51″ E / 42.2465805556°N,2.16403888889°E 770 msnm        | bé integrant del patrimoni cultural català | Colònia l'Herand          | Modifica les dades a Wikidata |
|        | la Creu                     | Campdevànol | entitat singular de població                                                   | 93 hab                            | 42° 13′ 04″ N, 2° 09′ 33″ E / 42.217776043367°N,2.1592333516982°E 718 msnm    |                                            |                           | Modifica les dades a Wikidata |

## església
| imatge | Nom                           | Ubicat a                        | instància de     | Detalls                                          | coordenades                                                                   | Protecció                   | Commons (més fotos)                 | Dades a WD                    |
| ------ | ----------------------------- | ------------------------------- | ---------------- | ------------------------------------------------ | ----------------------------------------------------------------------------- | --------------------------- | ----------------------------------- | ----------------------------- |
|        | Sant Cristòfol de Campdevànol | Campdevànol                     | església         | Estil: arquitectura barroca arquitectura popular | 42° 13′ 34″ N, 2° 09′ 49″ E / 42.22602°N,2.16366°E                            | bé cultural d'interès local | Sant Cristòfol de Campdevànol       | Modifica les dades a Wikidata |
|        | Sant Cristòfol la Vella       | Campdevànol                     | església         | Estil: arquitectura romànica Estat: ruïnós       | 42° 13′ 45″ N, 2° 09′ 16″ E / 42.229128°N,2.154346°E 858 msnm                 |                             | Sant Cristòfol la Vella             | Modifica les dades a Wikidata |
|        | Sant Grau                     | Campdevànol                     | església capella |                                                  | 42° 14′ 29″ N, 2° 10′ 29″ E / 42.241304146493°N,2.174677536349°E 961 msnm     |                             |                                     | Modifica les dades a Wikidata |
|        | Sant Llorenç de Campdevànol   | Campdevànol                     | església         |                                                  | 42° 13′ 55″ N, 2° 07′ 40″ E / 42.23182°N,2.12782°E                            | bé cultural d'interès local | Sant Llorenç de Campdevànol         | Modifica les dades a Wikidata |
|        | Sant Marc d'Estiula           | Campdevànol Gombrèn les Llosses | església capella |                                                  | 42° 13′ 19″ N, 2° 05′ 42″ E / 42.2219948612879°N,2.09494165151045°E 1377 msnm |                             | Sant Marc d'Estiula                 | Modifica les dades a Wikidata |
|        | Sant Martí Vell               | Campdevànol                     | església ermita  |                                                  | 42° 14′ 41″ N, 2° 11′ 11″ E / 42.2447459544053°N,2.18649483523787°E 975 msnm  |                             |                                     | Modifica les dades a Wikidata |
|        | Sant Martí d'Armàncies        | Campdevànol                     | església capella |                                                  | 42° 14′ 16″ N, 2° 10′ 07″ E / 42.2378808891951°N,2.16858504833566°E 778 msnm  |                             | Església de Sant Martí d’Armàncies  | Modifica les dades a Wikidata |
|        | Sant Martí de Baix            | Campdevànol                     | església capella | Estat: ruïnós                                    | 42° 14′ 38″ N, 2° 11′ 12″ E / 42.2439806696102°N,2.18652890939248°E           |                             |                                     | Modifica les dades a Wikidata |
|        | Sant Pere d'Aüira             | Campdevànol                     | església         |                                                  | 42° 14′ 49″ N, 2° 08′ 46″ E / 42.246937°N,2.14602°E 1102 msnm                 | bé cultural d'interès local | Ermita de Sant Pere d'Aüira         | Modifica les dades a Wikidata |
|        | Sant Quintí de Puig-rodon     | Campdevànol                     | església ermita  | Estil: arquitectura romànica Estat: ruïnós       | 42° 13′ 45″ N, 2° 06′ 17″ E / 42.229294°N,2.104634°E 1105 msnm                |                             | Ermita de Sant Quintí de Puig-rodon | Modifica les dades a Wikidata |

## masia
| imatge | Nom                | Ubicat a    | instància de | Detalls                           | coordenades                                                                   | Protecció                                            | Commons (més fotos)       | Dades a WD                    |
| ------ | ------------------ | ----------- | ------------ | --------------------------------- | ----------------------------------------------------------------------------- | ---------------------------------------------------- | ------------------------- | ----------------------------- |
|        | Cal Basco          | Campdevànol | masia        |                                   | 42° 13′ 58″ N, 2° 09′ 51″ E / 42.2328500710613°N,2.16413073993025°E           |                                                      |                           | Modifica les dades a Wikidata |
|        | Cal Cornut         | Campdevànol | masia        |                                   | 42° 13′ 30″ N, 2° 09′ 13″ E / 42.2250730273428°N,2.15366697764317°E           |                                                      |                           | Modifica les dades a Wikidata |
|        | Cal Daldic         | Campdevànol | masia        |                                   | 42° 14′ 43″ N, 2° 05′ 55″ E / 42.2453417114268°N,2.09872922374381°E           |                                                      |                           | Modifica les dades a Wikidata |
|        | Cal Franxo         | Campdevànol | masia        |                                   | 42° 15′ 09″ N, 2° 06′ 28″ E / 42.252511751556°N,2.1078575456297°E             |                                                      |                           | Modifica les dades a Wikidata |
|        | Cal Macari         | Campdevànol | masia        |                                   | 42° 14′ 43″ N, 2° 05′ 53″ E / 42.2452184508843°N,2.09794309852455°E           |                                                      |                           | Modifica les dades a Wikidata |
|        | Cal Nava           | Campdevànol | masia        |                                   | 42° 14′ 19″ N, 2° 07′ 12″ E / 42.2385081574781°N,2.11987882574914°E           |                                                      |                           | Modifica les dades a Wikidata |
|        | Cal Plàcid         | Campdevànol | masia        |                                   | 42° 14′ 20″ N, 2° 07′ 13″ E / 42.2388524017094°N,2.12014068204908°E           |                                                      |                           | Modifica les dades a Wikidata |
|        | Cal Teuler         | Campdevànol | masia        |                                   | 42° 14′ 14″ N, 2° 09′ 54″ E / 42.2371883471061°N,2.16499458529744°E           |                                                      |                           | Modifica les dades a Wikidata |
|        | Cal Xandri         | Campdevànol | masia        |                                   | 42° 14′ 09″ N, 2° 09′ 28″ E / 42.235777657559°N,2.1577824966566°E 975 msnm    |                                                      | Cal Xandri (Campdevànol)  | Modifica les dades a Wikidata |
|        | Can Bac            | Campdevànol | masia        |                                   | 42° 13′ 42″ N, 2° 06′ 17″ E / 42.2283045237499°N,2.10480038865689°E 1085 msnm |                                                      | Can Bac (Campdevànol)     | Modifica les dades a Wikidata |
|        | Can Mennet         | Campdevànol | masia        |                                   | 42° 14′ 42″ N, 2° 07′ 19″ E / 42.2451071402348°N,2.12189619464907°E           |                                                      |                           | Modifica les dades a Wikidata |
|        | Can Mir            | Campdevànol | masia        |                                   | 42° 14′ 44″ N, 2° 07′ 19″ E / 42.245530200052°N,2.12186608480585°E            |                                                      |                           | Modifica les dades a Wikidata |
|        | Can Paraire        | Campdevànol | masia        |                                   | 42° 13′ 39″ N, 2° 07′ 43″ E / 42.2274969349897°N,2.12857488689107°E           |                                                      |                           | Modifica les dades a Wikidata |
|        | Can Perris         | Campdevànol | masia        |                                   | 42° 13′ 56″ N, 2° 09′ 52″ E / 42.2323578673184°N,2.16456139231455°E           |                                                      |                           | Modifica les dades a Wikidata |
|        | Can Santmarc       | Campdevànol | masia        |                                   | 42° 13′ 22″ N, 2° 05′ 59″ E / 42.222728624519°N,2.099795228416°E              |                                                      |                           | Modifica les dades a Wikidata |
|        | Casa Palou         | Campdevànol | masia        |                                   | 42° 13′ 39″ N, 2° 10′ 26″ E / 42.2275525871195°N,2.1738222217125°E            |                                                      |                           | Modifica les dades a Wikidata |
|        | Coronetes          | Campdevànol | masia        |                                   | 42° 13′ 34″ N, 2° 09′ 33″ E / 42.2260953326511°N,2.15919105888291°E 775 msnm  |                                                      | Coronetes                 | Modifica les dades a Wikidata |
|        | Gausacs            | Campdevànol | masia        |                                   | 42° 13′ 11″ N, 2° 08′ 29″ E / 42.2198394149214°N,2.14141450949784°E 850 msnm  |                                                      | Gausacs                   | Modifica les dades a Wikidata |
|        | Grats              | Campdevànol | masia        |                                   | 42° 15′ 40″ N, 2° 07′ 26″ E / 42.261°N,2.1240083°E                            | bé cultural d'interès nacional                       |                           | Modifica les dades a Wikidata |
|        | Mas Pernau         | Campdevànol | masia        | Estil: arquitectura popular 1750s | 42° 14′ 30″ N, 2° 09′ 55″ E / 42.2417°N,2.16534°E                             | bé cultural d'interès local                          |                           | Modifica les dades a Wikidata |
|        | Mas Rotllan        | Campdevànol | masia        | Estil: arquitectura popular       | 42° 14′ 34″ N, 2° 09′ 48″ E / 42.24265°N,2.16342°E                            | bé cultural d'interès local                          |                           | Modifica les dades a Wikidata |
|        | Mas de Molí Nou    | Campdevànol | masia        | Estil: arquitectura popular       | 42° 14′ 10″ N, 2° 10′ 08″ E / 42.23601°N,2.16889°E                            | bé cultural d'interès local                          |                           | Modifica les dades a Wikidata |
|        | Mas del Carme      | Campdevànol | masia        |                                   | 42° 13′ 33″ N, 2° 09′ 07″ E / 42.225815870627°N,2.15181519040243°E            |                                                      |                           | Modifica les dades a Wikidata |
|        | Mas dit el Castell | Campdevànol | masia        | Estil: arquitectura popular       | 42° 13′ 23″ N, 2° 10′ 20″ E / 42.223163°N,2.172251°E                          | bé d'interès cultural bé cultural d'interès nacional |                           | Modifica les dades a Wikidata |
|        | Niubó              | Campdevànol | masia        |                                   | 42° 13′ 46″ N, 2° 08′ 45″ E / 42.22938438183°N,2.1457493982987°E              |                                                      |                           | Modifica les dades a Wikidata |
|        | Puigcorber         | Campdevànol | masia        |                                   | 42° 13′ 44″ N, 2° 09′ 35″ E / 42.2290266847524°N,2.1597822992071°E            |                                                      | Puigcorber                | Modifica les dades a Wikidata |
|        | Querol             | Campdevànol | masia        |                                   | 42° 13′ 42″ N, 2° 08′ 27″ E / 42.228447659943°N,2.1409148622782°E 802 msnm    |                                                      | Querol (Campdevànol)      | Modifica les dades a Wikidata |
|        | Serradell          | Campdevànol | masia        |                                   | 42° 14′ 08″ N, 2° 06′ 57″ E / 42.2355765041871°N,2.11576261418892°E           |                                                      |                           | Modifica les dades a Wikidata |
|        | Vilamitjana        | Campdevànol | masia        |                                   | 42° 14′ 07″ N, 2° 06′ 16″ E / 42.235373725051°N,2.1044632173978°E 1025 msnm   |                                                      | Vilamitjana (Campdevànol) | Modifica les dades a Wikidata |
|        | el Casalot         | Campdevànol | masia        |                                   | 42° 13′ 39″ N, 2° 07′ 22″ E / 42.2274788746261°N,2.12266162895642°E           |                                                      |                           | Modifica les dades a Wikidata |
|        | el Casals          | Campdevànol | masia        |                                   | 42° 13′ 53″ N, 2° 07′ 59″ E / 42.2313125735886°N,2.13293356144559°E           |                                                      |                           | Modifica les dades a Wikidata |
|        | el Castell         | Campdevànol | masia        |                                   | 42° 13′ 22″ N, 2° 10′ 30″ E / 42.2226890505424°N,2.17504886151444°E           |                                                      |                           | Modifica les dades a Wikidata |
|        | el Coll de Casals  | Campdevànol | masia        | Estat: ruïnós                     | 42° 14′ 46″ N, 2° 07′ 58″ E / 42.246171°N,2.13285°E 1000 msnm                 |                                                      | El Coll de Casals         | Modifica les dades a Wikidata |
|        | el Cortaló         | Campdevànol | masia        |                                   | 42° 13′ 23″ N, 2° 09′ 51″ E / 42.2231604927352°N,2.16428280259087°E 743 msnm  |                                                      | El Cortaló                | Modifica les dades a Wikidata |
|        | el Miracle         | Campdevànol | masia        |                                   | 42° 13′ 25″ N, 2° 09′ 21″ E / 42.223603575404°N,2.15591615267315°E            |                                                      |                           | Modifica les dades a Wikidata |
|        | el Quer            | Campdevànol | masia        |                                   | 42° 14′ 02″ N, 2° 07′ 37″ E / 42.2340043935937°N,2.12686140750168°E           |                                                      |                           | Modifica les dades a Wikidata |
|        | el Reguer          | Campdevànol | masia        | Estil: arquitectura popular       | 42° 13′ 34″ N, 2° 10′ 00″ E / 42.22619°N,2.16678°E Carrer Vistalegre          | bé integrant del patrimoni cultural català           |                           | Modifica les dades a Wikidata |
|        | la Batllia         | Campdevànol | masia        |                                   | 42° 13′ 32″ N, 2° 09′ 54″ E / 42.2254627703102°N,2.16506430698032°E           |                                                      |                           | Modifica les dades a Wikidata |
|        | la Cabana          | Campdevànol | masia        |                                   | 42° 13′ 16″ N, 2° 07′ 21″ E / 42.2210300915383°N,2.12261763296239°E           |                                                      |                           | Modifica les dades a Wikidata |
|        | la Mosquera        | Campdevànol | masia        |                                   | 42° 13′ 32″ N, 2° 07′ 49″ E / 42.2254464088415°N,2.13014200582939°E           |                                                      |                           | Modifica les dades a Wikidata |
|        | la Riera           | Campdevànol | masia        |                                   | 42° 13′ 53″ N, 2° 07′ 35″ E / 42.2313257735012°N,2.12636511142376°E           |                                                      |                           | Modifica les dades a Wikidata |
|        | la Teuleria        | Campdevànol | masia        |                                   | 42° 13′ 54″ N, 2° 09′ 54″ E / 42.231576785064°N,2.16489889669939°E            |                                                      |                           | Modifica les dades a Wikidata |
|        | la Torre           | Campdevànol | masia        |                                   | 42° 13′ 46″ N, 2° 09′ 53″ E / 42.229431130278°N,2.16459998903182°E            |                                                      |                           | Modifica les dades a Wikidata |
|        | les Coromines      | Campdevànol | masia        |                                   | 42° 14′ 39″ N, 2° 06′ 13″ E / 42.2441370859221°N,2.10360689996604°E           |                                                      |                           | Modifica les dades a Wikidata |
|        | les Planes         | Campdevànol | masia        |                                   | 42° 14′ 48″ N, 2° 06′ 18″ E / 42.2465441998964°N,2.1050758845357°E            |                                                      |                           | Modifica les dades a Wikidata |

## molí d'aigua
| imatge | Nom                | Ubicat a    | instància de | Detalls | coordenades                                                         | Protecció | Commons (més fotos) | Dades a WD                    |
| ------ | ------------------ | ----------- | ------------ | ------- | ------------------------------------------------------------------- | --------- | ------------------- | ----------------------------- |
|        | Molí de Can Mennet | Campdevànol | molí d'aigua |         | 42° 14′ 32″ N, 2° 07′ 11″ E / 42.2422616616837°N,2.11960848588753°E |           |                     | Modifica les dades a Wikidata |
|        | Molí de Pernau     | Campdevànol | molí d'aigua |         | 42° 14′ 29″ N, 2° 09′ 53″ E / 42.2412652915455°N,2.164601455471°E   |           |                     | Modifica les dades a Wikidata |

## muntanya
| imatge | Nom                | Ubicat a                    | instància de | Detalls | coordenades                                                          | Protecció | Commons (més fotos) | Dades a WD                    |
| ------ | ------------------ | --------------------------- | ------------ | ------- | -------------------------------------------------------------------- | --------- | ------------------- | ----------------------------- |
|        | Puig de la Batalla | Campdevànol                 | muntanya     |         | 42° 14′ 20″ N, 2° 08′ 50″ E / 42.239°N,2.14736°E 1051.8 msnm         |           |                     | Modifica les dades a Wikidata |
|        | Puig de la Devesa  | Campdevànol Ripoll          | muntanya     |         | 42° 13′ 51″ N, 2° 11′ 12″ E / 42.23088333°N,2.18652778°E 1090.9 msnm |           |                     | Modifica les dades a Wikidata |
|        | Puig del Ram       | Campdevànol Ripoll          | muntanya     |         | 42° 14′ 25″ N, 2° 11′ 34″ E / 42.24026944°N,2.19281111°E 1123.3 msnm |           |                     | Modifica les dades a Wikidata |
|        | Serrat Alegre      | Campdevànol                 | muntanya     |         | 42° 14′ 54″ N, 2° 07′ 49″ E / 42.24836667°N,2.13036944°E 1113 msnm   |           | Serrat Alegre       | Modifica les dades a Wikidata |
|        | el Cuàs            | Campdevànol Ribes de Freser | muntanya     |         | 42° 15′ 26″ N, 2° 08′ 13″ E / 42.2572°N,2.13689°E 1418.6 msnm        |           | El Cuàs             | Modifica les dades a Wikidata |

## nucli de població
| imatge | Nom             | Ubicat a    | instància de      | Detalls | coordenades                                                         | Protecció | Commons (més fotos) | Dades a WD                    |
| ------ | --------------- | ----------- | ----------------- | ------- | ------------------------------------------------------------------- | --------- | ------------------- | ----------------------------- |
|        | Colònia Molinou | Campdevànol | nucli de població |         | 42° 14′ 05″ N, 2° 10′ 05″ E / 42.2346°N,2.16794°E                   |           |                     | Modifica les dades a Wikidata |
|        | Pruners         | Campdevànol | nucli de població |         | 42° 14′ 40″ N, 2° 07′ 21″ E / 42.244519359635°N,2.1225153502677°E   |           |                     | Modifica les dades a Wikidata |
|        | Xoriguera       | Campdevànol | nucli de població |         | 42° 14′ 42″ N, 2° 05′ 54″ E / 42.2450139054116°N,2.09827328472236°E |           |                     | Modifica les dades a Wikidata |

## polígon industrial
| imatge | Nom                             | Ubicat a    | instància de       | Detalls | coordenades                                                         | Protecció | Commons (més fotos) | Dades a WD                    |
| ------ | ------------------------------- | ----------- | ------------------ | ------- | ------------------------------------------------------------------- | --------- | ------------------- | ----------------------------- |
|        | Polígon industrial Comforsa     | Campdevànol | polígon industrial |         | 42° 13′ 36″ N, 2° 10′ 11″ E / 42.2266668019522°N,2.16964104809907°E |           |                     | Modifica les dades a Wikidata |
|        | Polígon industrial El Molinou   | Campdevànol | polígon industrial |         | 42° 13′ 38″ N, 2° 10′ 14″ E / 42.2272942215595°N,2.17046895467417°E |           |                     | Modifica les dades a Wikidata |
|        | Polígon industrial La Creu      | Campdevànol | polígon industrial |         | 42° 13′ 20″ N, 2° 09′ 51″ E / 42.2221329980495°N,2.1641751852682°E  |           |                     | Modifica les dades a Wikidata |
|        | Polígon industrial Pla de Niubó | Campdevànol | polígon industrial |         | 42° 13′ 39″ N, 2° 08′ 57″ E / 42.2276333908296°N,2.14914916106202°E |           |                     | Modifica les dades a Wikidata |

## pont
| imatge | Nom                 | Ubicat a    | instància de | Detalls                                         | coordenades                                                         | Protecció                                  | Commons (més fotos) | Dades a WD                    |
| ------ | ------------------- | ----------- | ------------ | ----------------------------------------------- | ------------------------------------------------------------------- | ------------------------------------------ | ------------------- | ----------------------------- |
|        | Palanca de Rotllan  | Campdevànol | pont         | Travessa: el Freser                             | 42° 14′ 32″ N, 2° 09′ 50″ E / 42.2421705908625°N,2.16400772049247°E |                                            |                     | Modifica les dades a Wikidata |
|        | Pont de Campdevànol | Campdevànol | pont         | Estil: arquitectura popular Travessa: el Freser | 42° 13′ 27″ N, 2° 10′ 13″ E / 42.22414°N,2.17039°E                  | bé integrant del patrimoni cultural català | Pont de Campdevànol | Modifica les dades a Wikidata |
|        | Pont de Gombrèn     | Campdevànol | pont         | Travessa: el Freser                             | 42° 13′ 19″ N, 2° 10′ 13″ E / 42.2218887233859°N,2.17022468274274°E |                                            |                     | Modifica les dades a Wikidata |
|        | Pont de Sant Martí  | Campdevànol | pont         |                                                 | 42° 14′ 17″ N, 2° 10′ 00″ E / 42.2380466597504°N,2.16660733235969°E |                                            |                     | Modifica les dades a Wikidata |
|        | Pont de l'Herand    | Campdevànol | pont         | Travessa: el Freser                             | 42° 14′ 43″ N, 2° 09′ 50″ E / 42.2452497929229°N,2.16388221717541°E |                                            |                     | Modifica les dades a Wikidata |
|        | Pont de la Farga    | Campdevànol | pont         | Travessa: el Freser                             | 42° 13′ 32″ N, 2° 10′ 10″ E / 42.22565688652°N,2.16947252092841°E   |                                            |                     | Modifica les dades a Wikidata |

## serra
| imatge | Nom                      | Ubicat a                        | instància de | Detalls | coordenades                                                   | Protecció | Commons (més fotos)                    | Dades a WD                    |
| ------ | ------------------------ | ------------------------------- | ------------ | ------- | ------------------------------------------------------------- | --------- | -------------------------------------- | ----------------------------- |
|        | serra de Sant Marc       | Campdevànol Gombrèn les Llosses | serra        |         | 42° 13′ 17″ N, 2° 05′ 44″ E / 42.2213°N,2.09548°E 1377.1 msnm |           | Serra de Sant Marc (Ripollès)          | Modifica les dades a Wikidata |
|        | serra de Santa Magdalena | Campdevànol Gombrèn             | serra        |         | 42° 15′ 30″ N, 2° 06′ 11″ E / 42.2583°N,2.10297°E 1352.2 msnm |           | Serra de Santa Magdalena (Campdevànol) | Modifica les dades a Wikidata |
|        | serra de l'Ós            | Campdevànol                     | serra        |         | 42° 14′ 34″ N, 2° 07′ 56″ E / 42.2429°N,2.13219°E 1085.7 msnm |           |                                        | Modifica les dades a Wikidata |
|        | serrat de l'Auró         | Campdevànol les Llosses         | serra        |         | 42° 12′ 21″ N, 2° 07′ 31″ E / 42.2057°N,2.12528°E 1133.2 msnm |           | Serrat de l'Auró                       | Modifica les dades a Wikidata |
|        | serrat del Forcat        | Campdevànol Gombrèn             | serra        |         | 42° 13′ 52″ N, 2° 05′ 49″ E / 42.231°N,2.09689°E 1120.8 msnm  |           |                                        | Modifica les dades a Wikidata |

## Misc
| imatge | Nom                              | Ubicat a    | instància de                    | Detalls   | coordenades                                                             | Protecció | Commons (més fotos)      | Dades a WD                    |
| ------ | -------------------------------- | ----------- | ------------------------------- | --------- | ----------------------------------------------------------------------- | --------- | ------------------------ | ----------------------------- |
|        | Batalla                          | Campdevànol | vèrtex geodèsic                 | Alt: 1.2m | 42° 14′ 20″ N, 2° 08′ 51″ E / 42.23899°N,2.147425°E 1050.738 msnm       |           |                          | Modifica les dades a Wikidata |
|        | Colònia Pernau                   | Campdevànol | colònia model nucli de població |           | 42° 14′ 22″ N, 2° 10′ 02″ E / 42.239418°N,2.167206°E                    |           |                          | Modifica les dades a Wikidata |
|        | Estació de Campdevànol           | Campdevànol | estació de ferrocarril          |           | 42° 13′ 18″ N, 2° 09′ 57″ E / 42.221694444444445°N,2.1657777777777776°E |           |                          | Modifica les dades a Wikidata |
|        | casa consistorial de Campdevànol | Campdevànol | casa consistorial               |           | 42° 13′ 24″ N, 2° 10′ 08″ E / 42.2233393°N,2.1689669°E                  |           |                          | Modifica les dades a Wikidata |
|        | cementiri de Campdevànol         | Campdevànol | cementiri                       |           | 42° 13′ 32″ N, 2° 09′ 50″ E / 42.22549°N,2.163877°E 800 msnm            |           | Cementiri de Campdevànol | Modifica les dades a Wikidata |